# Albay
La province d'Albay est une province des Philippines dans la région de Bicol, sur l'ile de Luçon. Sa capitale est Legazpi, juste à côté du volcan Mayon.
En 2016, près de 250 000 ha de la province sont déclarés par l'Unesco au titre de réserve de biosphère.

## Histoire
La ville fut en partie détruite en 1814 par l'éruption du volcan Majou. 

## Source
- Louis Charles Dezobry et Théodore Bachelet, Dictionnaire de biographie, t.1, Ch. Delagrave, 1876, p.37.